# Edmund John

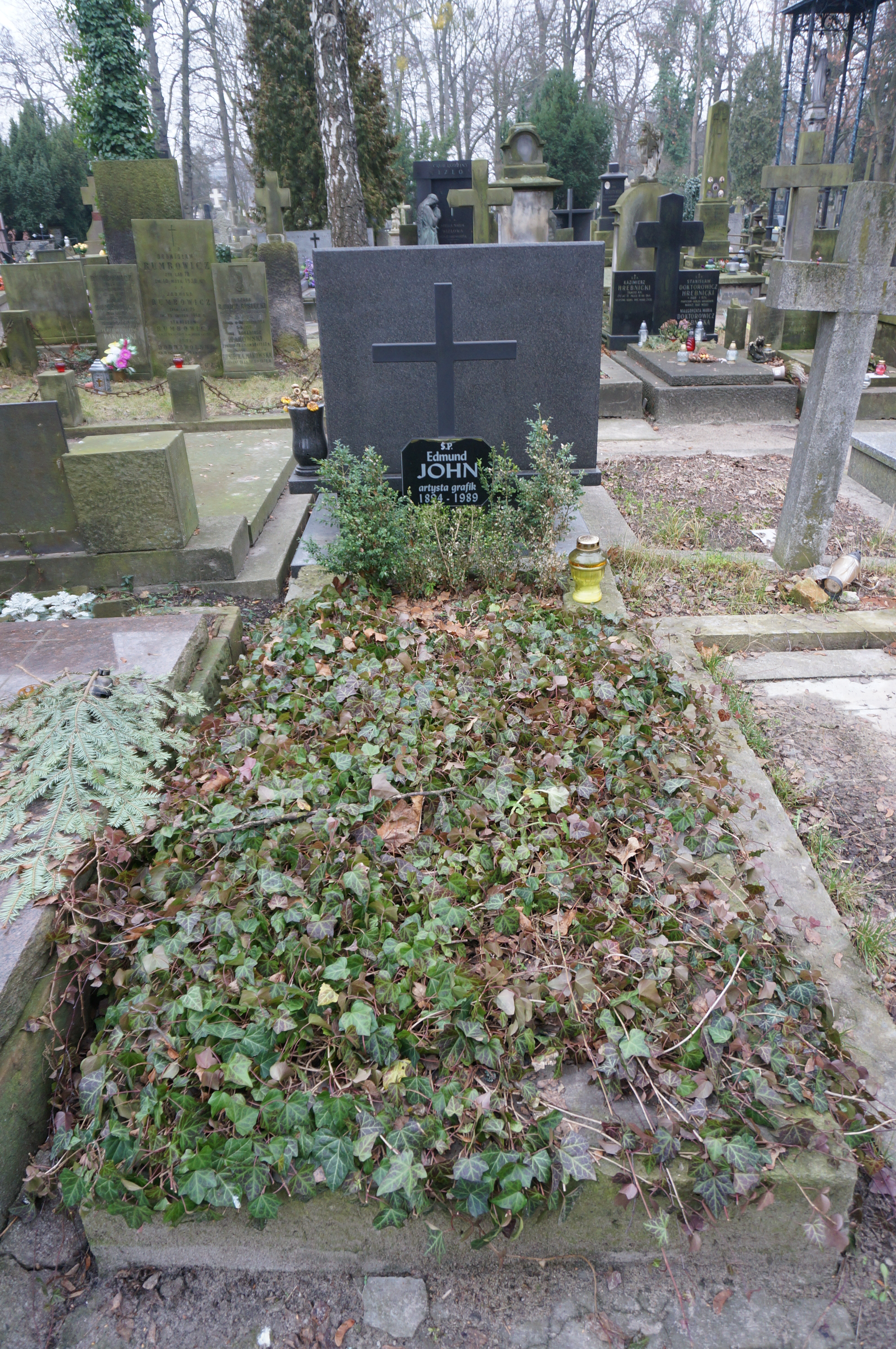
Grób Edmunda Johna na cmentarzu Powązkowskim w Warszawie

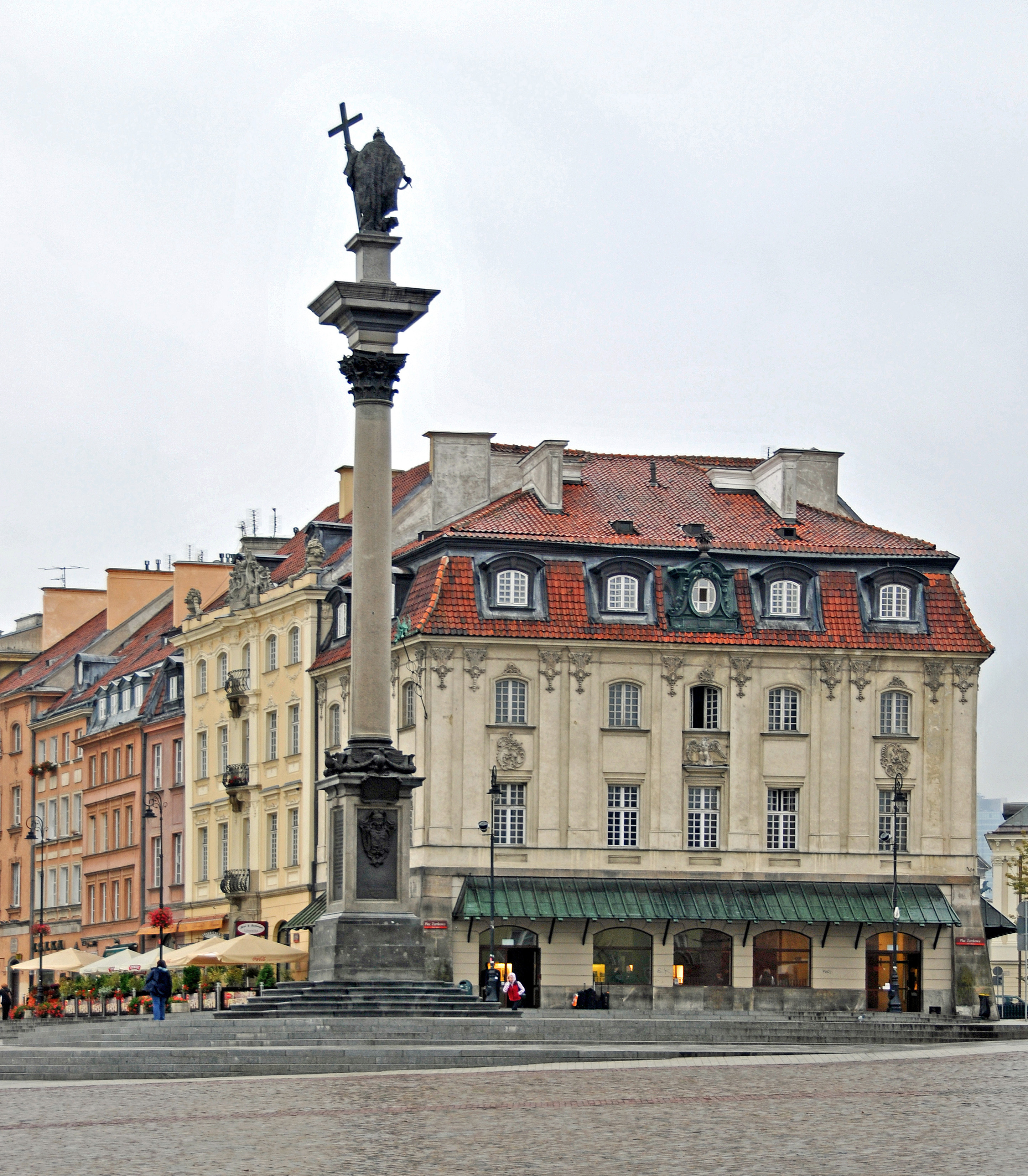
Kamienica Johna przy pl. Zamkowym
w Warszawie – wygląd obecny

Edmund John (ur. 21 lutego 1894 w Warszawie, zm. 22 kwietnia 1989 tamże) – polski architekt, grafik, plakacista, ilustrator, malarz, wykładowca akademicki, profesor na Wydziale Architektury Politechniki Warszawskiej oraz autor palindromów.

## Życiorys
Był synem adwokata Aleksandra Johna (zm. 1922), prezesa Towarzystwa Śpiewaczego „Lutnia”, i malarki Ignacji Konstancji Zatkalik (1867–1953), córki księdza unickiego.
W latach 1905–1913 uczył się w Średniej Szkole Handlowej Zgromadzenia Kupców im. Rontalera w Warszawie. Po jej ukończeniu rozpoczął studia na Wydziale Architektury Politechniki Lwowskiej, które przerwał z chwilą wybuchu I wojny światowej. W latach 1916–1919 kontynuował przerwaną naukę na Politechnice Warszawskiej, studiując równocześnie w Warszawskiej Szkole Sztuk Pięknych u Stanisława Lentza i Edwarda Trojanowskiego. Uczył się też malarstwa prywatnie u Konrada Krzyżanowskiego. Po ukończeniu studiów został asystentem, później starszym asystentem w Katedrze Rysunku Odręcznego Wydziału Architektury Politechniki Warszawskiej.
W czasie wojny polsko-bolszewickiej zgłosił się ochotniczo do Wojska Polskiego w 1920. Po wojnie odbył kilka podróży artystycznych.
W latach 1919–1939 należał Związku Polskich Artystów Grafików. W 1933 był współzałożycielem i sekretarzem, a od 1937 – prezesem Koła Artystów Grafików Reklamowych (KAGR).
Był stałym bywalcem Kazimierza Dolnego. Tam zastał go wybuch II wojny światowej. 15 października 1939 powrócił do Warszawy. Po powstaniu warszawskim znalazł się w niemieckim obozie przejściowym w Pruszkowie, skąd przedostał się do majątku Czarysz na Kielecczyźnie. Po powrocie do Warszawy zastał zburzoną kamienicę Johna na placu Zamkowym. Wraz z jej zagładą uległ zniszczeniu jego dorobek artystyczny.
Po wojnie został powołany na wykładowcę w Katedrze Rysunku i Malarstwa Wydziału Architektury Politechniki Warszawskiej, którą kierował prof. Zygmunt Kamiński. Przeszedł na emeryturę w 1969. Zmarł 24 kwietnia 1989 w Warszawie. Został pochowany na cmentarzu Powązkowskim (kwatera S-4-18).

### Małżeństwo i dzieci
26 listopada 1936 ożenił się z Wandą Gabrielą Kazimierą Lossow (ur. 1914). Miał z nią dwoje dzieci: córkę – Martę i syna – Jacka. Po śmierci ojca Jacek zredagował książkę pt. Palindromy pana Johna, która ukazała się nakładem Towarzystwa Przyjaciół Miasta Kazimierza Dolnego w 2006. Później była wznawiana.

## Twórczość
W okresie II Rzeczypospolitej uczestniczył w wielu konkursach na godła i plakaty wielu instytucji. Malował głównie akwarelą, stosując własną technikę tworzącą charakterystyczną strukturę obrazu. Całkowicie zarzucił malarstwo olejne, w przeciwieństwie do ściennego – stworzył m.in. plafon w Teatrze Narodowym (z Zygmuntem Kamińskim) i polichromie na Rynku Starego Miasta (z Wacławem Borowskim).
Projektował ekslibrisy, banknoty, medale oraz znaczki i kartki pocztowe. W 1918 odbył się Konkurs na Marki Pocztowe Królestwa Polskiego. Zorganizowało go Warszawskie Towarzystwo Artystyczne, które uzyskało prawo do zakupienia wybranych prac i wykorzystania ich zaraz po odzyskaniu niepodległości przez Polskę do wydania znaczków pocztowych. Mimo że zgłosił na konkurs szereg swoich projektów, żaden nie został wybrany do późniejszej emisji. Wydanie jego pierwszego znaczka miało miejsce w 1948. Tworzył ponadto ilustracje, okładki i winiety książek oraz czasopism, prospekty reklamowe, papiery wartościowe, i godła państwowe. Współpracował z pismem „Tęcza”.
W latach 20. XX w. był współzałożycielem jednej z warszawskich wytwórni filmowych. Projektował scenografie filmowe i teatralne. Wystąpił jako aktor w kilku filmach. Miał wiele zainteresowań pozaplastycznych. Był twórcą ok. 2500. palindromów.
Przez wiele dziesięcioleci był związany z Kazimierzem Dolnym. Prowadził tam wakacyjne kursy plenerowe dla studentów. Był postacią powszechnie znaną w miasteczku, jego osoba w berecie baskijskim i z nieodłączną fajką należała do charakterystycznych elementów krajobrazu kazimierskiego. Przyjaźnił się z malarzem Tadeuszem Pruszkowskim, inicjatorem tamtejszych plenerów studenckich, i pozował mu do obrazów. Jako pedagog był popularny wśród studentów warszawskiej architektury, każdą korektę kończył postawieniem wielkiej, zamaszystej litery „J” z kropką. Odwiedzał Kazimierz Dolny do połowy lat 80.

### Obrazy i grafiki
- Józef Piłsudski (litografia, 1920)
- Trzej Królowie
- Wiatrak
- Pan Twardowski
- Kobieta w czerwonej chuście

### Ilustracje i opracowania graficzne książek oraz czasopism
- Indyjski grobowiec (okładka), aut. Thea Harbou, wyd. B. Rudzki, Warszawa 1923
- Cud bajeczki, aut. Jadwiga Chrząszczewska, wyd. Wydawnictwo Księgarni J. Lisowskiej, 1928
- „Tęcza”, zeszyt 38, 21 września 1929 (okładka) – czasopismo, wyd. Księgarnia św. Wojciecha, Poznań
- „Tęcza”, zeszyt 4, 25 stycznia 1930 (okładka) – czasopismo, wyd. Księgarnia św. Wojciecha, Poznań
- „Tęcza”, zeszyt 24, 14 czerwca 1930 (okładka) – czasopismo, wyd. Księgarnia św. Wojciecha, Poznań
- „Tęcza”, zeszyt 29, 19 lipca 1930 (okładka) – czasopismo, wyd. Księgarnia św. Wojciecha, Poznań
- „Tęcza”, zeszyt 43, 25 października 1930 (okładka) – czasopismo, wyd. Księgarnia św. Wojciecha, Poznań
- „Tęcza”, zeszyt 15, 11 kwietnia 1931 (okładka) – czasopismo, wyd. Księgarnia św. Wojciecha, Poznań
- „Tęcza”, zeszyt 36, 5 września 1931 (okładka) – czasopismo, wyd. Księgarnia św. Wojciecha, Poznań

### Plakaty
- Rzeczą żołnierza jest stworzyć dla ojczyzny piorun, co błyska, a gdy trzeba – uderzy, 1920
- Skrzydlaty zwycięzca, 1924
- Ziemie odzyskane – przyszłość Polski

### Monety
W katalogach monet okresu PRL jego nazwisko jest wymieniane jako współprojektanta, obok Kazimierza Zielińskiego, 10-złotówki z Tadeuszem Kościuszką, wybitej przez Mennicę Państwową jako moneta próbna. Cenna kolekcjonersko, była wykonana z niklu i sygnowana literami „E J”.

### Znaczki pocztowe
- Kongres Jedności Klasy Robotniczej (dwie serie, nry kat. 479, 482), 1948
- VIII Kongres Związków Zawodowych (seria), 1949
- 60 lat 1 Maja (seria nr kat. 514), 1950
- Święto 22 Lipca (seria), 1953
- Światowy Kongres Studentów w Warszawie (seria, nr kat. 673), 1953
- Budowle Warszawy (seria), 1953
- Dzień Kolejarza (seria, nr kat. 729), 1954 – wspólnie z Adamem Porębskim
- 500–lecie powrotu Pomorza (seria, nr kat. 736), 1954
- Pomniki Warszawy (seria I, nry kat. 761–762, 764–765, 767), 1955
- Pomniki Warszawy (seria II), 1956

### Kartki pocztowe
- Pomnik Mikołaja Kopernika w Warszawie (seria), 1955
- Pomnik Mikołaja Kopernika w Warszawie (seria – jak kartka z 1955, lecz podwójna, z opłaconą odpowiedzią), 1956

## Zainteresowania pozaartystyczne
W lecie 1909 jeszcze jako uczeń zbudował wraz z Januszem de Beaurain szybowiec i wykonywał na nim loty. Będąc studentem, od 1913 należał do Związku Awiatycznego Studentów Politechniki Lwowskiej. W późniejszym okresie konstruował ponadto odbiorniki radiowe i zajmował się fotografią, także stereoskopową.

## Ordery i odznaczenia
- Brązowy Krzyż Zasługi, 22 lutego 1946[12]
- Medal 10-lecia Polski Ludowej, 19 stycznia 1955[13]